# VIII. Sándor pápa
VIII. Sándor pápa (eredeti nevén: Pietro Vito Ottoboni; Velence, 1610. április 22. – Róma, 1691. február 1.) a 241. római pápa 1689-től haláláig.

## Pályafutása
VIII. Sándor pápa édesapja, Marco Ottoboni gazdag velencei államférfi volt, s ez lehetővé tette számára, hogy fiát a legjobb iskolákba járathassa. A fiatal Pietro a Padovai Egyetemen tanult, ahol szorgalmával hamar kiemelkedett diáktársai közül, s 1627-ben kánon- és civiljogból doktorátust szerzett.
Rómába VIII.Orbán pontifikátusa idején került, s a pápai udvarban egyre nagyobb befolyásra tett szert. 1652. február 19-én X.Ince Brescia püspökévé nevezte ki.
1689-ben választották meg pápává, de közel másfél éves működése alatt jelentős egyházi reformokat nem tudott megvalósítani.
Pápaságának legfontosabb mozzanata az volt, amikor szembefordult XIV. Lajos gallikanizmust támogató törekvéseivel, azonban annyira félt a francia szakadástól, hogy csak 1690-ben ítélte el a tételeket, de akkor sem nyilvánosan.
Magyar szempontból fontos, hogy 1690-ben boldoggá avatta Kingát, IV. Béla király szentéletű leányát.

## Művei
- Documenta Catholica Omnia (latin nyelven). Cooperatorum Veritatis Societas. (Hozzáférés: 2011. december 6.)

| Előző pápa: XI. Ince | Római pápa 1689 – 1691 | Következő pápa: XII. Ince |